# Camponotus sphaericus
Camponotus sphaericus är en myrart som beskrevs av Julius Roger 1863. Camponotus sphaericus ingår i släktet hästmyror, och familjen myror.

## Underarter
Arten delas in i följande underarter:
- C. s. cardini
- C. s. rufipilis
- C. s. sphaeralis
- C. s. sphaericus